# Wood End
Wood End is een gehucht in het bestuurlijke gebied East Hertfordshire, in het Engelse graafschap Hertfordshire. Het maakt deel uit van de civil parish Ardeley.